# Byglandsfjord
Byglandsfjord är en tätort i Byglands kommun i Agder fylke i södra Norge. Orten ligger vid riksväg 9, vid södra änden av sjön Byglandsfjorden i Setesdalen, nära gränsen till Evje og Hornnes kommun.